# وفاء الكيلاني
وفاء الكيلاني (10 سبتمبر 1972 -)، إعلامية مصرية، قدمت العديد من البرامج على عدد من القنوات، لكن انتقالها إلى قناة إم بي سي 1 منحها النجاح خلال برنامج «نورت» الذي استضافت خلاله عشرات المشاهير من مشاهير الرياضة والفن والسياسة في الوطن العربي.

## حياتها
ولدت في القاهرة لعائلة مسلمة، وهي الأخت الوسطى لأختين الكبرى وفية التي درست الهندسة والصغرى وسيمة التي درست الاقتصاد، والدها رجل أعمال مصري خريج قسم اللغة العربية من جامعة الأزهر شجعها على خوض المجال الإعلامي، ووالدتها ربة منزل، تنقلت في طفولتها بين عدة دول عربية بحكم طبيعة عمل والدها، درست تخصص العلوم السياسية في جامعة بنغازي في ليبيا، أكملت دراستها العليا في مجال علم النفس.

### حياتها الخاصة
تزوجت في 25 أغسطس 2008 من «طوني مخايل» العامل في مجال التلفزيون خارج لبنان، والذي كان زميلها السابق في شبكة راديو وتلفزيون العرب أثناء عملهما في إيطاليا وتم الزواج مدنيا في قبرص بداية تلاه زواج في مصر لدى شيخ مسلم بعد اعتناق طوني الإسلام نظرا لمعارضة عائلتها للزواج في البداية بسبب اختلاف الأديان وصرحت حينها بأنها مصرية مسلمة ولم تتزوج مسيحيا أقيم حفل زفافها في بيروت بحضور صديقاتها فرح بن رجب ونادين فلاح والعديد من النجوم ووجوه الإعلام أنجبت طفلتها الأولى «جودي» في أحد مستشفيات إيطاليا في مايو 2009، وفي العام 2011 أنجبت ابنها الثاني وأسمته «ريان».
في نهاية شهر يوليو 2016 أعلنت خبر انفصالها عن زوجها بعد زواج استمر ثمانية سنوات بعد وصولهما لطريق مسدود، وباشرا بمعاملة الطلاق وتم الأتفاق بإعطاء الأم الأولوية في تربية الأطفال إلى جانب رعاية الأب المستمرة بحسب ما تنص القوانين المتعلقة بالأسرة في لبنان.
وفي 9 مايو 2017 أعلنت عن ارتباطها بالممثل السوري تيم حسن وعقد القران في حفلة عائلية صغيرة بمنزل عائلتها في القاهرة، أطلق طليقها رجل الأعمال اللبناني طوني ميخائيل تصريحات صادمة حول زواجها من تيم حسن، وذكرت تقارير صحفية أن طليقها صرح لمجلة عربية أن طليقته كانت متزوجة من تيم حسن سراً لمدة عام قبل إعلان زواجهما.
وأضافت التقارير على لسان طليقها، أنه عندما اكتشف زواجها من تيم حسن وتردده كثيراً على منزلها بعلم والديها، هددها طليقها برفع دعوى قضائية ضدها للحصول على حضانة طفليه، إن لم يعلن عن الزواج بطريقة رسمية، لذلك أعلنت زواجها بشكل رسمي من خلال صورة نشرت على مواقع التواصل الاجتماعي.

## مشوارها المهني

### انطلاقتها مع إيه آر تي
عرض عليها أصدقاء للعائلة التقدم لكاستنغ اختيار مذيعات شبكة راديو وتلفزيون العرب عام 1997 بعد مشاهدتهم لإعلان في الجريدة يطلبون فيه مذيعات للباقة، تلقت إتصالًا هاتفيًا وأبلغت أنها كانت المقبولة الوحيدة من بين الأعداد الهائلة التي تقدمت إضافة لزميلين آخرين كانا يعملان بالأصل في مركز القاهرة هما طارق علي وإنجي أنور، خضعت للتدريب لمدة أسبوعين قام خلالها المخرج ميلاد بسادة بإجراء الاختبار لها في مصر، حيث ساعدها على تجاوز صعوبات لاحقة، أما عن اختيارها للعمل في مركز روما وسفرها إلى إيطاليا فقد كان الشيخ صالح كامل قد منحها الفرصة الأولى بعدما شاهد شريط الاختبار الخاص بها، لم تكن تعرفه في حينها ولم تلتق به من قبل لكن قراره غير حياتها، سافرت إلى العاصمة الإيطالية روما مكان بث الشبكة في 15 ديسمبر 1997.
بدأت بتقديم برنامج «أخبار فنية» على قناة الموسيقى لكن لفترة قصيرة، بعدها انتقلت إلى قناة ART الأفلام لتقديم أول برنامج لها على الهواء مباشرة بعنوان «إستديو الهوا» في يناير1998 وهو أول ظهور مباشر لها لم تكن تمتلك أي خبرة حينها، ووجدت نفسها فجأة أمام الجمهور في بث مباشر، وهو موقف مخيف لمبتدئ شاهدتها الفنانة صفاء أبو السعود وأعجبت بأدائها، فأصرت على انتقالها لقناة الأفلام التي كانت تشرف عليها، وتعلمت على يدها أسس المهنة. قامت بتغطية الكثير من المناسبات والمهرجانات العالمية، إضافة لتقديمها لبرامج عديدة تنوعت بين الحوارية الألعاب والمسابقات، كانت شبكة راديو وتلفزيون العرب بداية انطلاقتها المهنية وبوابتها إلى الشهرة، اكتسبت خبرة كبيرة وحققت لها شهرة عربية برغم كونها محطة مشفرة. عادت في العام 2002 إلى بيروت بعد انتقال مكاتب البث من إيطاليا إلى مصر ولبنان، بقيت تعمل في شبكة راديو وتلفزيون العرب حتى نهاية العام 2004 وآخر برنامج قدمته بعنوان «طلوا حبابنا» إلى قناة الأوائل التابعة لإيه آر تي البرنامج كان موجه للمغتربين العرب.

### إنتقالها إلى روتانا
انتقلت في عام 2005 إلى شبكة روتانا بعد تلقيها عرضًا منها، وكانت وقتها في مرحلة تشعر بأنها بحاجة للتغيير وتطوير نفسها، وكانت شبكة راديو وتلفزيون العرب قد باعت بعض محطاتها للأمير الوليد بن طلال، الذي بدأ في تأسيس شبكة روتانا الإعلامية. فوافقت وانتقلت إلى لبنان للعمل في المحطة الجديدة، حيث قدمت برنامج «غنيلي» على روتانا طرب، ثم انتقلت إلى روتانا موسيقى وكانت هذه النقلة بمثابة ترقية لها، وقدمت عليها برنامج منوعات وكان بعنوان «فيها إيه» ركزت فيه على عقد النجوم، ومخاوفهم، وخاضت في ماضيهم وحاضرهم وأسرارهم الصغيرة، ومن خلاله بلورت أسلوباً مختلفاً خاصاً بها، وفي عام 2007 كان من المفترض أن تقدم برنامجًا بعنوان «أبواب العمر» بإشراف المخرج سيمون أسمر ومن إخراج ابنه بشير لكن تبدل اسمه ومضمونه إلى «صندوق الدنيا» بسبب تغيير الشركة التي أشرفت على إعداد وتنفيذ البرنامج يتحدث عن الدنيا كيف يراها بعينه، وكيف يتفاعل مع الأمور والقضايا التي تحدث من حوله. ومواضيع حياتية عامة، لها دلالاتها وانعكاساتها على حياة الضيف أولها من الفنانة نوال الزغبي في شهر أبريل من نفس العام أوقفت قناة روتانا بث برنامج «صندوق الدنيا» بقرار قضائي بعد أن تقدم شادي عيسى أيوب بدعوى تتهمه بتقليد برنامج آخر بعنوان «أبواب العمر»، وأوقفت الحلقة التي التي كان من المفترض عرضها باستظافة الفنان اللبناني وديع الصافي، بعدها قدمت برنامج «ضد التيار» وهو نقطة التحول الأولى وكانت تعتبره النقلة المهنية الأهم في مسيرتها الذي رسخ نجوميتها وزاد من شهرتها، بعد موافقة الأمير الوليد بن طلال أن يتطرق برنامجها لقضايا اجتماعية جدلية، ويستقبل ضيوفا من تخصصات مختلفة، ومنحها الفرصة لإظهار قدرتها الكاملة كمحاورة شاملة، ولم يحصرها في نطاق الفن فقط، رغم أنه أمر كان يتعارض مع قناة متخصصة بالموسيقى، لكنه شجعها ومنحها هذا الاستثناء، فقدمت حلقات جدلية تميزت بجرأة الطرح: كالتحول الجنسي، والمثليين، وبيع الأعضاء، وتأجير الأرحام، وغيرها. كما استضافت شخصيات ثقافية ودينية كالدكتورة نوال السعداوي، والشيخ جمال البنا، والشاعر أحمد فؤاد نجم وآخرين.
في عام 2009 قدمت برنامج «بدون رقابة» على قناة ال بي سي ولكن تحت مظلة قناة روتانا، بعد الشراكة التي حصلت حينها بين الوليد بن طلال والشيخ بيار الضاهر. فوصلت إلى جمهور أوسع من المشاهدين، ورفعت سقف المواضيع وجرأتها وجدليتها، واستمرت في تقديم البرنامج لموسمين، لغاية انتهاء عقدها مع المحطة، ثم غابت بعدها عن الشاشة لانشغالها بحياتها الأسرية بعد ولادة ابنتها البكر جودي وقد عانت خلال حملها من بعض المضاعفات الصحية.

### عملها مع إم بي سي
في عام 2012 تلقت عدة عروض أهمها من محطة إم بي سي فإنتقلت إليها وبانتظار افتتاح قناة إم بي سي مصر، قدمت برنامج «نورت» على أم بي سي 1، وهي المرة الأولى التي تخرج فيها عن إطار الضيف الواحد، بإستثناء بعض الحلقات الاجتماعية التي قدمتها في السابق واستمرت به لموسمين قبل أن تتوقف بقرار منها، وتنتقل إلى إم بي سي مصر ببرنامجها «قصر الكلام» وعادت من خلاله إلى أسلوبها الأقرب إلى شخصيتها. ورغم تعثر البرنامج بسبب التغيرات السياسية في مصر، وتأجيل عرضه من رمضان إلى ما بعد العيد، وتعرض بعض حلقاته للمونتاج بسبب عزل الرئيس محمد مرسي بعد ثورة 30 يونيو، إلا أن البرنامج حقق كذلك نسب مشاهدة عالية، وقررت المحطة إعادة عرضه على إم بي سي 1 رغم أن هذا لم يكن مقرراً بداية، مستفيدين من كونها تجمع بين الجمهورين المصري والخليجي في آن واحد.، في فبراير 2014 عادت لتقدم «برنامج الحكم» نسخة عربية من برنامج كندي بذات الاسم.
في عام 2015 قدمت البرنامج الحواري المتاهة استضافت فيه مشاهير من الوطن العربي في شتى المجالات تلقت عروضًا من بعض المحطات المصرية لتقديم برنامج سياسي يومي مباشر، إلا أنها اعتذرت عنها بسبب ظروفها العائلية التي لاتسمح لها بالانتقال إلى مصر بشكل دائم، أو توزيع وقتها بين مصر ولبنان
في سبتمبر 2018  عادت لتقدم برنامج «تخاريف» من إخراج حسين المنباوي. وهو ذو طابع ً فنيّ اجتماعي وإنسانياً أحياناً لكن ضمن سياق الفكرة الخاصة بالحلقات التي تختلف إحداها عن الأخرى بحسب طبيعة الضيف وخلفيته.

## البرامج التي قدمتها
| فترة التقديم             | اسم البرنامج                             | عرض على           |
| ------------------------ | ---------------------------------------- | ----------------- |
| 1997                     | أخبار فنية                               | آي آر تي الموسيقى |
| 1998 - 2003              | ستديو مهرجان كان                         | آي آر تي الأفلام  |
| 1998                     | إستديو الهواء                            | آي آر تي الأفلام  |
| 1998                     | أفيش                                     | آي آر تي الأفلام  |
| 1999                     | كلاكيت                                   | آي آر تي الأفلام  |
| 2000                     | تيلفون بمليون                            | آي آر تي الأفلام  |
| 2001                     | سكيرمو                                   | آي آر تي الأفلام  |
| 2001                     | مهرجان مطر الصحراء                       | آي آر تي الأفلام  |
| 2002                     | جرب حظك                                  | آي آر تي الأفلام  |
| 2003                     | حلقات خاصة مع الفنان عادل إمام من أمريكا | آي آر تي الأفلام  |
| 2004                     | طلوا حبابنا                              | آي آر تي الأوائل  |
| 2005                     | غنيلي                                    | روتانا طرب        |
| 2006                     | فيها إيه                                 | روتانا موسيقى     |
| 2007                     | صندوق الدنيا                             | روتانا موسيقى     |
| 2007                     | ضد التيار                                | روتانا موسيقى     |
| 2008                     | حفلات مهرجان قرطاج، ذوق مكايل            | روتانا موسيقى     |
| 2009 - 2010              | بدون رقابة                               | إل بي سي          |
| 2012                     | نورت                                     | إم بي سي 1        |
| 2013                     | قصر الكلام                               | إم بي سي 1        |
| 2014                     | الحكم                                    | إم بي سي 1        |
| سبتمبر 2015 - أبريل 2016 | المتاهة                                  | إم بي سي 1        |
| 2018                     | تخاريف                                   | إم بي سي 1        |
| 2020                     | السيرة                                   | دي إم سي          |
| 2022                     | حفل جوائز Joy                            | إم بي سي          |

## الجوائز
- 2012:  الإمارات العربية المتحدة - الإعلامية الأكثر جماهيرية حسب إستفتاء موقع «مجلة أنا زهرة».[34]
- 2014:  مصر - جائزة أفضل محاورة عربية في الإستفتاء السنوي الذي تقيمه «مجلة دير جيست».[35]
- 2014:  المملكة المتحدة - أفضل محاورة للعام قبل قراء «مجلة إيلاف» في الإستفتاء السنوي.[36]
- 2015:  مصر - جائزة من «مهرجان الفضائيات العربية».[37]
- 2018:  مصر - جائزة أفضل إعلامية حسب استفتاء موقع فيتو.[38]